# Peniophora quercina
A Peniophora quercina é uma espécie de fungo lignolítico da família Peniophoraceae. Produz basidiomas que variam em aparência, dependendo se estão úmidos ou secos. Os basidiomas úmidos são cerosos e lilás e estão fortemente presos à madeira em que crescem. Quando secos, as bordas se enrolam e revelam a parte inferior escura, enquanto a superfície se torna crocante e rosada. A P. quercina é a espécie-tipo do gênero Peniophora, com a espécie sendo reclassificada como membro do gênero após a criação deste último por Mordecai Cubitt Cooke. A P. quercina é encontrada principalmente na Europa, onde pode ser encontrada o ano todo. Embora cresça principalmente em madeira morta, especialmente carvalho, mas também é capaz de crescer em madeira ainda viva.

## Taxonomia
As primeiras descrições da espécie foram feitas por Carl Ludwig Willdenow, que a chamou de Lichen carneus em 1787, e Jean Baptiste François Pierre Bulliard, que, em 1790, a chamou de Auricularia corticalis. No entanto, o nome sancionado é Thelephora quercina, dado por Christiaan Hendrik Persoon em 1801 e sancionado por Elias Magnus Fries no primeiro volume de seu Systema Mycologicum. O epíteto específico quercina é uma referência a Quercus, o nome do gênero do carvalho. Vários autores (incluindo Jean-Baptiste Lamarck, Lucien Quélet e Giacomo Bresadola) reclassificaram a Auricularia corticalis de Bulliard ao longo do século XIX, enquanto a Thelephora quercina de Persoon foi reclassificada por Samuel Frederick Gray em 1821, que a colocou em Corticium como Corticium quercinum. No entanto, em 1879, Mordecai Cubitt Cooke transferiu a espécie para seu gênero recém-descrito Peniophora, declarando-a a espécie-tipo. Apesar das tentativas subsequentes de reclassificação, o nome de Cooke é o usado atualmente.

## Descrição
A Peniophora quercina produz basidiomas ressupinados que variam em aparência dependendo de estarem úmidos ou secos. Eles têm até 0,5 mm de espessura e formam manchas irregulares que, as vezes, medem vários centímetros de diâmetro. Inicialmente, a espécie forma pequenos basidiomas em forma de disco por meio de orifícios na casca, mas eles se expandem e se fundem para formar seguimentos irregulares. Quando fresca, a superfície lembra gelatina ou cera e pode ser lisa ou verrugosa, variando em cor de azul fosco a lilás. Inicialmente, elas estão firmemente presas à madeira na qual estão crescendo, mas, à medida que secam, as bordas rolam para dentro e revelam a parte inferior marrom-escura ou preta. Os espécimes secos têm uma superfície crocante e levemente fissurada e, na cor, são rosa brilhante ou cinza, tingidos de lilás. Há uma camada relativamente espessa de carne gelatinosa. Com exceção de uma camada marrom próxima à madeira, a carne é hialina. A espécie não tem odor ou sabor característico e não é comestível.

### Características microscópicas
Os esporos assumem a forma de um cilindro com pontas curvas (em forma de salsicha), e foram relatados como vermelho claro, rosa e branco. Eles medem de 8 a 12 por 3 a 4μm. Os basídios, com quatro esporos por basídio, medem de 50 a 70 por 5 a 12 μm. A espécie tem cistídios hialinos com paredes celulares espessas, que são "fortemente incrustados com material cristalino". Os cistídios geralmente são enterrados no basidioma à medida que ele cresce, mas podem ser encontrados em grande número. Eles foram descritos como fusiformes ou cônicos e medem de 25 a 35 por 10 a 15 μm. As hifas têm fíbulas, e a base do basidioma é composta de hifas marrons com paredes celulares moderadamente espessas, medindo de 3 a 4 μm de largura.

### Espécies semelhantes
A aparência da Peniophora limulata é semelhante à da P. quercina. No entanto, as bordas do basidioma são destacadas em preto escuro, e a espécie prefere o freixo, em vez do carvalho.

## Ecologia e distribuição
A Peniophora quercina normalmente cresce em madeira morta, que pode estar presa à árvore ou caída, onde causa a podridão branca. Ela favorece o carvalho, mas também pode ser encontrada em outras árvores decíduas, como a faia. A P. quercina é conhecida por ser uma espécie pioneira em madeira morta, o que significa que pode ser a primeira espécie a crescer. Ela é encontrada na Europa, onde é muito comum. Embora possa ser encontrada o ano todo, ela produz esporos no final do verão e no outono. Ela também foi registrada em Amur, no leste da Ásia.
A espécie também foi identificada em alburno vivo, embora esteja latente nesse momento, e é provável que espere até que a madeira comece a morrer (quando está mais seca, mas contém mais oxigênio) para que os micélios comecem a crescer. Quando a espécie foi inoculada em madeira viva, ela cresceu, mas apenas em torno da ferida de inoculação; a espécie não se espalhou como teria feito em madeira morta. Outro estudo descobriu que a espécie colonizou ativamente ramos parcialmente vivos, causando podridão branca. No entanto, a espécie teve pouco efeito sobre o câmbio vascular, limitando-se principalmente às extremidades dos galhos.